# IC 3037
IC 3037 је спирална галаксија у сазвјежђу Дјевица која се налази на листи објеката дубоког неба у Индекс каталогу.
Деклинација објекта је + 9° 59' 9" а ректасцензија 12h 12m 20,5s. Привидна величина (магнитуда) објекта IC 3037 износи 14,6 а фотографска магнитуда 15,4. IC 3037 је још познат и под ознакама CGCG 69-80, VCC 51, PGC 38894.